# Club Social y Deportivo Juventud Retalteca
El Club Social y Deportivo Juventud Retalteca, conocido simplemente como Juventud Retalteca, es un equipo de fútbol de Guatemala con sede en el departamento de Retalhuleu. Fue fundado el 6 de mayo de 1951 y desapareció el 9 de noviembre de 2012. El equipo consiguió ganar dos títulos de Copa en 1979 y 1985.

## Historia
El club fue fundado el 6 de mayo de 1951 por José María Olivar y Guillermo Gordillo. Su primer ascenso a la liga mayor del fútbol de Guatemala fue el 24 de septiembre de 1972, ganándole al extinto club Gold River con un marcador de 4 goles a 1. Los máximos logros del club son haber ganado el Torneo de Copa en 1979 y el torneo Copa de Verano en 1985.  El club ganó recientemente el ascenso a la Liga Mayor, después de pasar varios años en la Primera División.

## Desaparición
Debido a problemas económicos dentro de la institución el Club "Juventud Retalteca" dejó de existir el 9 de noviembre de 2012.

## Refundación
Debido a problemas económicos que afrontó el Deportivo Reu, se refunda en 2019 bajo el nombre de Juventud Retaltecos.

## Junta Directiva
- Actualizada al 15 de abril de 2011.[3]

| Cargo           | Nombre               |
| --------------- | -------------------- |
| Presidente      | Carlos Betancourt    |
| Vicepresidente  | Guillermo Ralda      |
| Tesorero        | Oscar Caceros        |
| Secretario      | Juan Menéndez        |
| Vocal I         | Víctor Huits         |
| Vocal II        | Oscar Ralda          |
| Vocal III       | Cristian Escobar     |
| Vocal IV        | Juan Fernando Ramos  |
| Vocal V         | Francisco Turcios    |
| Gerente General | Oscar de Jesús Ralda |

## Uniforme
- Uniforme titular: Camiseta blanca con rayas verticales azules, pantalón azul, medias azules.
- Uniforme alternativo: Camiseta blanca con rayas verticales rojas, pantalón rojo, medias rojas.

## Estadio
El estadio de Juventud Retalteca es el Oscar Monterroso Izaguirre. Inaugurado en 1966, tiene una capacidad para 8000 personas.

## Datos del club
- Temporadas en Liga Nacional: 23 .
- Temporadas en Primera División: 9 .
- Mayor goleada conseguida: .
  - En campeonatos nacionales: 7-0 a Xelajú MC (Liga 1992) .
  - En torneos internacionales: 2-2 a Atlético Marte (Copa de Campeones de la Concacaf 1981) .
- Mayor goleada encajada: .
  - En campeonatos nacionales: 8-1 de Deportivo Suchitepéquez (Liga 1989-90).
  - En torneos internacionales: 3-1 de Deportivo Vida (Torneo Fraternidad 1981) .
- Mejor puesto en la liga: 2° (1980 y 1985).
- Peor puesto en la liga: 12° (1994 y 2012).
- Máximo goleador:León Antonio Ugarte  (198 goles).

## Jugadores

### Plantilla 2010/11
- Actualizada el 24 de julio de 2010.

### Cuerpo técnico 2010/11
- Actualizado al 15 de abril de 2011.[4]

| Cargo             | Nombre             |
| ----------------- | ------------------ |
| Entrenador        | Mauricio Tapia     |
| Preparador Físico | Gonzalo Deras      |
| Asistente técnico | Juan Carlos Araujo |
| Kinesiólogo       | Walter Ríos        |
| Utilero           | Hugo Cruz          |

## Palmarés

### Torneos nacionales
- Copa de Guatemala (2): 1979 y 1984/85
- Primera División de Guatemala (1): 2001
- Subcampeón Liga Nacional de Guatemala (2): 1980 y 1985
- Subcampeón Copa Guatemala (1): 1991
- Subcampeón Copa Campeón de Campeones (1): 1985